# Balon obserwacyjny Parseval-Sigsfeld
Balon obserwacyjny Parseval-Sigsfeld – balon obserwacyjny, konstrukcji niemieckiej, z okresu przed I wojną światową. Jego aerodynamiczny kształt zapewniał stabilną pozycję dzięki sile wiatru, na podobnej zasadzie jak stabilizuje się latawce; z tego powodu znany był jako Drachenballon (niem. balon-latawiec).
August von Parseval i Hans Bartsch von Sigsfeld eksperymentowali od 1893 roku z różnymi kształtami balonów; wcześniej stosowane balony sferyczne były bardzo niestabilne podczas wietrznej pogody. Około 1898 roku skonstruowali balon o wydłużonym kształcie, wyposażony w stateczniki, później zastąpione odpowiednio ukształtowanymi komorami powietrznymi. Pod naporem wiatru (dopuszczalna prędkość dla balonu wynosiła 10 m/s) ustawiał się on w stabilnej pozycji, z czaszą wzniesioną około 30–40° w kierunku na wiatr. Balon produkowany był w dużych ilościach i wykorzystywany podczas I wojny światowej nie tylko przez Niemców, ale również przez Francuzów którzy podjęli jego produkcję wzorując się na zdobycznych egzemplarzach. Francuskie balony były nazywane Ballon Captif typ G i zmodernizowany typ H.   
Dwa balony tego typu zostały przejęte przez Polaków w styczniu 1919 roku w hali sterowcowej na Winogradach (wtedy Winiarach) w Poznaniu. Jeden z nich został użyty do pierwszego wzlotu w niepodległej Polsce, który miał miejsce 23 lipca 1919 roku. Był to sprzęt przestarzały, używany do szkolenia obserwatorów w Oficerskiej Szkole Aeronautycznej. W 1920 roku balony zostały wycofane z użytku i zastąpione sprowadzonymi z Francji balonami obserwacyjnymi Caquot typ R.

## Konstrukcja
Dwuosobowy balon obserwacyjny na uwięzi o objętości 760 m³. Powłoka o średnicy 6,68 metra miała kształt cylindryczny z półkolistymi dennicami. W tylnej części powłoki znajdował się statecznik o charakterystycznym kształcie „kiełbasy”, który był napełniany powietrzem pod ciśnieniem wiatru. Kompensacja pojemności – balonetem.